# Blepharicera diminutiva
Blepharicera diminutiva är en tvåvingeart som beskrevs av Charles L. Hogue 1978. Blepharicera diminutiva ingår i släktet Blepharicera och familjen Blephariceridae. Inga underarter finns listade i Catalogue of Life.